# Динис, Маркус
Маркус Плинио Динис Пайшан (порт.-браз. Marcus Plinio Diniz Paixão; род. 1 августа 1987, Витория) — бразильский футболист, центральный защитник клуба «Хапоэль Умм-эль-Фахм».

## Карьера
Маркус Динис — воспитанник клуба «Кашиас» (Витория). Он провёл там 4 года, прежде чем перешёл в молодёжный состав «Васко да Гамы». Затем играл за молодёжку «Витории» (Салвадор) и вновь за «Кашиас». В конце 2004 года Динис подписал контракт с «Миланом», где играл за Примаверу.
В 2007 году Динис был отдан в аренду клубу серии С1, «Монца», за которую провёл 13 матчей и забил 1 гол. Летом 2008 года Динис был куплен клубом серии В, «Ливорно», который выкупил 50 % прав на игрока. В январе 2009 года Динис был арендован клубом «Кротоне».
В июне 2009 года «Милан» выкупил Диниса у «Ливорно», отдав клубу Романо Пертиконе. Однако позволили Динису выступать за «Ливорно», на правах аренды за 150 тыс. евро. 23 августа 2009 года Динис дебютировал в матче серии А против «Кальяри»; игра завершилась со счётом 0:0. Сам игрок говорил: «Я приехал в Европу ради того, чтобы играть в „Милане“ и хочу играть в этой команде. Сейчас я не могу отвлекаться и думать останусь ли в „Ливорно“ или вернусь в „Милан“, так как перед нашей командой стоит задача остаться в Серии А и все мои мысли только об этом».